# Бранденбург, Ульрих
У́льрих Бранденбу́рг (нем. Ulrich Brandenburg; род. 1950) — германский дипломат. Чрезвычайный и Полномочный Посол Федеративной Республики Германия в Российской Федерации (апрель 2010 — январь 2014).

## Биография
Родился 12 октября 1950 года в городе Мюнстер в земле Северный Рейн — Вестфалия в ФРГ. После получения аттестата зрелости в 1970—1972 годах проходил альтернативную гражданскую службу.
В 1972—1977 годах изучал в родном городе романистику и славистику; частично обучался в Университете Новая Сорбонна в Париже. В 1978—1980 годах нёс в Мюнстере подготовительную службу перед преподавательской деятельностью в гимназиях. В 1980—1982 годах нёс подготовительную службу для работы на уровне высшей службы в Федеральном министерстве иностранных дел.
В 1982—1984 годах сотрудник отдела культуры и прессы в Посольстве ФРГ в Багдаде. В 1984—1986 годах постоянный заместитель Генерального консула в Ленинграде. В 1986—1988 годах заведующий Отделом прессы в Посольстве ФРГ в Москве. В 1988—1991 годах работал в Федеральном министерстве иностранных дел. В 1991—1992 годах сотрудник программы Центра по международным делам Гарвардского университета в США.
В 1992—1995 годах заместитель заведующего Отделом ОБСЕ в Федеральном министерстве иностранных дел. В 1995—1999 годах заведующий отделом программ по партнёрству и сотрудничеству в Международном штабе НАТО в Брюсселе. В 1999—2001 годах заведующий Отделом политики безопасности/НАТО в Федеральном министерстве иностранных дел.
В 2001—2003 годах уполномоченный по России, Кавказу и Центральной Азии в Федеральном министерстве иностранных дел. В 2003—2007 годах заместитель политического директора Федерального министерства иностранных дел. В 2007—2010 годах посол, постоянный представитель Германии в Совете НАТО в Брюсселе. С апреля 2010 года по январь 2014 года — чрезвычайный и полномочный посол Германии в России.
С 2014 по 2016 год — посол Германии в Португалии.
Женат, двое детей. Владеет эсперанто с рождения.